# South Pass (Luisiana)

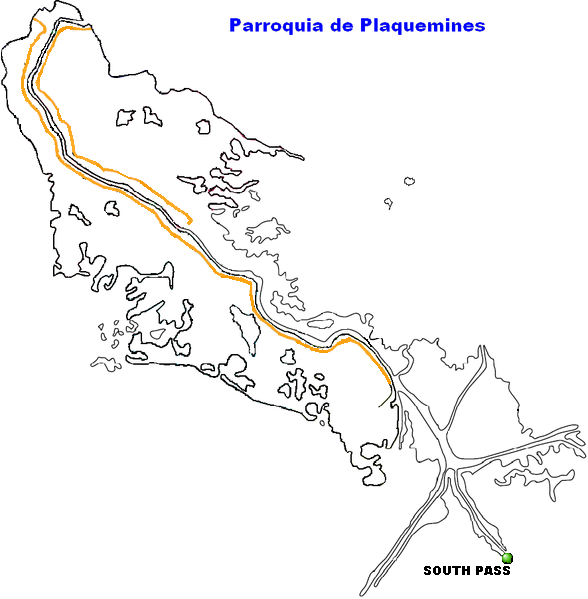
Localización de South Pass en el mapa de la Parroquia de Plaquemines.

South Pass es una pequeña localidad ubicada sobre el delta del Misisipi, dentro de la parroquia de Plaquemines, en el estado de Luisiana, Estados Unidos.

## Geografía
El establecimiento de South Pass se localiza en las siguientes coordenadas a saber: 28°59′40″N 89°08′34″O / 28.99444, -89.14278. Esta comunidad apenas si posee menos de un solo metro de elevación sobre el nivel del mar, convirtiéndola una zona proclive a las inundaciones. Su población se compone de menos de una decena de habitantes. Antes del paso del Huracán Katrina la comunidad estaba algo más poblada, pero ahora se encuentra casi deshabitada. Y si se observa una imagen satelital del lugar, se puede discernir que el huracán del año 2005 arrasó con casi todas las instalaciones de este sitio, excepto unas casas y el faro, el resto fue dañao o destruido. Esta localidad se encuentra ubicada a más de ciento cincuenta kilómetros de Nueva Orleans la principal ciudad de todo el estado, y a más de seiscientos kilómetros de distancia del aeropuerto internacional más cercano, el (IAH) Houston George Bush Intercontinental Airport.